# رومولو مينديز
رومولو مينديز مولينا (بالإسبانية: Rómulo Méndez)‏، من مواليد 21 ديسمبر 1938، حكم كرة قدم غواتيمالي دولي سابق.
حكم في بطولة كأس العالم لكرة القدم 1982 وبطولة كأس العالم لكرة القدم 1986.

## روابط خارجية
- رومولو مينديز على موقع Soccerway.com (الإنجليزية)